# Tejon
Tejon è un ex insediamento nella contea di Kern in California.
Era situato circa 4,8 km a nord di Lebec, lungo la strada Stockton - Los Angeles.
Un ufficio postale operava in Tejon nel 1895, finché il servizio non fu trasferito in Lebec.